# Франкфурт, Сергей Миронович
Сергей Миронович (Соломон Меерович) Франкфурт (30 июня 1888 года, Меджибож, Летичевский уезд, Подольская губерния, Российская империя — 20 сентября 1937 года, Оренбург, РСФСР, СССР) — начальник Кузнецкстроя и первый директор Кузнецкого металлургического комбината. Делегат 17-го съезда ВКП(б).
Автор книги «Рождение стали и человека» (М., 1935). Награждён орденом Ленина (1934). В его честь названа улица в Центральном районе Новокузнецка.

## Биография
Родился в семье страхового агента. C 1904 года член РСДРП. В 1905 году был членом Одесской подпольной партийной организации, в 1906 году был арестован. В 1908 году эмигрировал во Францию, где работал и учился, находился во Франции в Гренобле до 1915 года, получив диплом инженера, вернулся в Россию. Окончил Технологический институт в Петербурге.
После Февральской революции 1917 года — комиссар труда. Участвовал в Октябрьской революции 1917 года. После неё — комиссар комиссии по выполнению Брестского мирного договора.
- В 1919—1922 годах — заместитель председателя коллегии Главного угольного комитета ВСНХ РСФСР (1919). Член Сибирского бюро ВСНХ (1920)[4][7].
- В 1921—1925 годах — ответственный работник Народного комиссариата иностранных дел[7]. В 1922—1923 гг. начальник отдела Средней Европы Наркомата иностранных дел РСФСР[4][8].
- В 1923—1925 годах — заместитель председателя Центрального стеклотреста[4].
- В 1926—1930 годах — председатель Шелкотреста[4].
- В 1930—1934 годах — начальник строительства Кузнецкого металлургического комбината (Кузнецкстрой)[4].
- В 1932—1934 годах — одновременно — первый директор Кузнецкого металлургического комбината[4].
- В 1934—1936 годах — уполномоченный Наркомата тяжёлой промышленности по Орско-Халиловскому промышленному району (Оренбургская область), начальник проектирования и сооружения Орско-Халиловского комбината (ОХМК) Главникельолова — Орскникельстроя[4]. Привлёк к этим работам Я. А. Кантера, который на Кузнецкстрое руководил строительством коксового цеха, затем — постоянного города, был начальником цеха «Земжелдорстрой». В ведении Франкфурта находилось также строительство Блявинского золото-медно-серного комбината треста «Ормедьзолото»[9][10]

23 декабря 1936 года арестован органами НКВД по обвинению в контрреволюционном преступлении. Выездной сессией Военной коллегии Верховного суда СССР в Оренбурге 20 сентября 1937 года осуждён к высшей мере наказания, расстрелян в тот же день. После XX съезда КПСС реабилитирован определением ВК ВС СССР от 16 мая 1956 года.

### Интересные факты
Назначение начальником Кузнецкстроя, сделанное 30 мая 1930 года по предложению В. В. Куйбышева, стало для Франкфурта неожиданностью. В поезде, по пути в Кузнецк, он познакомился с опытным металлургом Г. Е. Казарновским (1887—1955) и только в ходе бесед с ним осознал всю грандиозность задач. Много сделал для строительства завода и города. Именно Франкфурт помог создать комсомольско-молодёжные бригады и целые комсомольские объекты, например, предложил комсомольцам своими силами построить литейный цех. Стал одним из первых орденоносцев Кузбасса.
Увлекался альпинизмом, в 1929 году покорил Эльбрус.
Библиографической редкостью является книга С. М. Франкфурта «Рождение стали и человека» (Москва, изд-во «Старый большевик», 1935), рассказывающая о строительстве гиганта чёрной металлургии. Вот пример из выступления некоего Евтушенко — директора школы и затем металлургического техникума: 

«В книге Франкфурта… поются хвалебные песни махровым контрреволюционерам… Необходимо проверить Франкфурта на том основании, что именно он оказывал покровительство, устраивал на работу исключенным из партии троцкистам — Кантеру и другим…».— («исключенным» и «троцкистам» — цитируется в орфографии источника).

«По своей работе я непосредственно сталкивалась с врагами, я слышала террористические разговоры, я ощущала их ненависть к нам, ко всему народу, я никогда не забуду разговоров с Франкфуртом, когда я с ним виделась по заданию НКВД. Он говорил о народе, как о стаде баранов, он с ненавистью говорил о ЦК»— свидетельствовала в своём письме к Сталину от 30.01.1939 журналистка Ольга Войтинская.

## Демьян Бедный на Кузнецкстрое
5 июня 1931 г. на Кузнецкстрой прибыл пролетарский поэт Демьян Бедный. Из воспоминаний начальника Кузнецкстроя С. М. Франкфурта:

«Было устроено несколько собраний молодежи, пишущей и жаждущей писать. Демьян долго беседовал с ними, учил — как и о чём писать. Выступал Демьян и на больших рабочих собраниях. Я прежде думал, что Демьян только стихи хорошо пишет, а он, оказывается, прекрасный оратор. Он не говорит, а рассказывает. Его рассказ, необыкновенно простой и убедительный, глубоко захватывал слушателей. Собрание было потрясено до слёз, когда Демьян рассказывал об ужасах прежней жизни, о жадности кулаков, о нищете рабочих и крестьян-бедняков, о том, как русского человека учили умирать, а вся его жизнь состояла в том, чтобы готовиться к смерти. Своими рассказами Демьян звал людей к борьбе со всем старым, к упорной и напряженной работе».— Франкфурт, С. М. Печать и Кузнецкстрой / С. М. Франкфурт // Рождение стали и человека / С. М. Франкфурт. — М., 1935; Кушникова, М. М. Твердь среди воды: из летописи Кузнецкстроя / М. М. Кушникова // Место в памяти. Вокруг старого Кузнецка / М. М. Кушникова. — Новокузнецк, 1993. — С. 164—165.